# Revolution Begins
Revolution Begins è il terzo EP del gruppo musicale svedese Arch Enemy, pubblicato il 31 agosto 2007 dalla Century Media Records.

## Il disco
L'EP deve il proprio nome all'omonimo brano contenuto nel settimo album in studio del gruppo Rise of the Tyrant (2007) e presente come traccia d'apertura del disco. Sono presenti inoltre Blood on Your Hands, presente anch'esso in Rise of the Tyrant, una reinterpretazione di Walk in the Shadows (brano originariamente composto dai Queensrÿche) e una versione dal vivo di I Am Legend / Out for Blood eseguita a Buenos Aires il 29 gennaio 2007.

## Tracce
1. Revolution Begins – 4:13
2. Blood on Your Hands – 4:41
3. Walk in the Shadows (Queensrÿche cover) – 3:06
4. I Am Legend / Out for Blood (Live) – 5:29

## Formazione
Gruppo
- Angela Gossow – voce
- Christopher Amott – chitarra solista
- Michael Amott – chitarra solista
- Sharlee D'Angelo – basso
- Daniel Erlandsson – batteria

Altri musicisti
- Per Wiberg – tastiera (traccia 2)